# Szidor László
Szidor László (Budapest, 1946. november 10. –) magyar mérnök-közgazdász, zenész. 1979-ben alapította az Old Boys együttest.

## Pályafutása
A Budapesti Műszaki és Gazdaságtudományi Egyetem erősáramú villamosmérnöki karán végzett (1972), majd digitális elektronikai szakmérnöki (1976) és közgazdaság-tudományi egyetem következett (1985).
1962-ben létrehozta első rockzenekarát, majd 12 éven keresztül zenélt különböző zenekarokban. 1965-ben első zenekarával, a Syncommal az amatőr zenekarok fesztiválján rádiófelvételt nyert. Később a Gemini, a Dogs, az Atlantis együttes tagja volt. 1979-ben alapította az Old Boys együttest, amelynek vezetője.
Tíz év után az Old Boys elfogadott zenekar lett, lemezek, tévésorozatok, élő tévés és rádiós koncertek mellett évi 220-240 fellépés (külföldi: München, atlétikai Európa-bajnokság, zárónap; Szardínia, Korzika). Old Boys 30 címmel magyar koncertfilm készült 2009-ben Szidor László rendezésében. 2018-ban Tarlós István főpolgármester Budapestért díjjal jutalmazta az Old Boyst mint „mindig megújuló együttest”. A nagy események közül néhány:
- 2009 – MŰPA: 30 éves jubileumi koncert
- 2012 – brüsszeli koncert
- 2017 – Erdély
- 2019 – 40 éves jubileumi koncert az Erkelben